# Microptecticus dimidiatus
Microptecticus dimidiatus är en tvåvingeart som beskrevs av Lindner 1936. Microptecticus dimidiatus ingår i släktet Microptecticus och familjen vapenflugor.
Artens utbredningsområde är Madagaskar. Inga underarter finns listade i Catalogue of Life.